# Бандити у потрази за мамом
Бандити у потрази за мамом је српска филмска драма из 2018. године, дебитантско остварења редитеља, сценаристе и копродуцента Косте Ристића. Филм прати тежак живот и одрастање малолетних Рома. Све главне улоге су натуршчици.
Филм је на ФЕСТ-у 2018. освојио три награде: награду жирија редитељу Кости Ристићу, награду за најбољи деби главном глумцу Кристијану Гарипу, као и Политикину награду „Милутин Чолић“ за најбољи филм.

## Радња
Три брата и сестра, услед компликованих породичних односа одрастају Том Сојеровским животом на улицама Београда. Када једне вечери упадну у лоше друштво, полиција их хвата и смешта у дом за незбринуту децу. Кристијан, који је једини успео да побегне полицији, мора да пронађе начин да избави остале. Започиње потрагу за њиховом мамом.

## Глумачка подела
| Глумац            | Улога              |
| ----------------- | ------------------ |
| Кристијан Гарип   | Кристијан          |
| Един Арифи        | Еди                |
| Сунита Гарип      | Сунита             |
| Емран Гарип       | Емран              |
| Симбад Бериша     | Мамин швалер       |
| Ђорђо Ивановић    | Жонглер            |
| Емина Дема        | Мама               |
| Дина Арифи        | Отац               |
| Роберт Масини     | Бађи               |
| Емануел Шерифовић | Баљеа              |
| Сенад Ђорђевић    |                    |
| Јашар Ширзад      | Опљачкани имигрант |